# Gruta do Guindaste
A Gruta do Guindaste é uma gruta portuguesa localizada na freguesia da Candelária, concelho da Madalena do Pico, ilha do Pico, arquipélago dos Açores.
Esta cavidade apresenta uma geomorfologia de origem vulcânica em forma de tubo de lava localizado em costa de campo de lava. Esta estrutura geológica apresenta um comprimento de 62 m. por uma altura máxima de 1 m. e uma largura também máxima de  1,25 m.